# Dacia Jogger
Dacia Jogger — компактвэн, представленный в августе 2021 года румынским подразделением Dacia французской компании Renault. Является преемником Logan MCV, Lodgy и Dokker в сегменте рынка компактвэнов. Вместимость автомобиля варьируется от пяти до семи мест.
Впервые Dacia Jogger был представлен 3 сентября 2021 года, однако публичная презентация состоялась 6 сентября 2021 года на Мюнхенском автосалоне.

## Описание
Несмотря на то, что Jogger предназначен для конкуренции на рынке минивэнов, он разделяет свою платформу и многие детали (приборная панель, передняя часть) с третьим поколением Sandero и Logan, что делает его, по сути, версией универсала с длинной колёсной базой, по аналогии с Logan MCV.

Несмотря на то, что автомобиль имеет некоторые элементы дизайна кроссовера, он не предназначен для эксплуатации в качестве внедорожника.

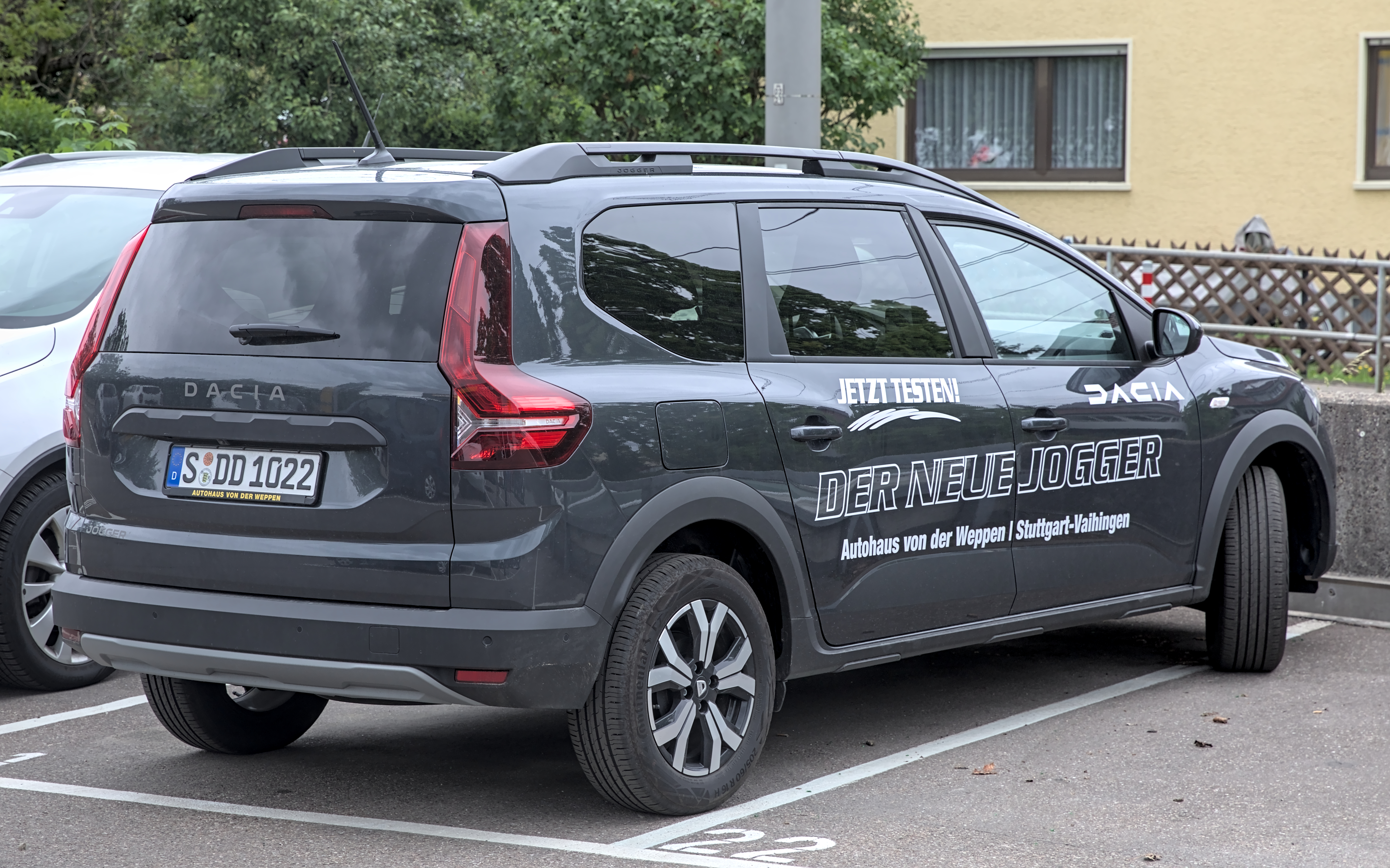
Вид сзади
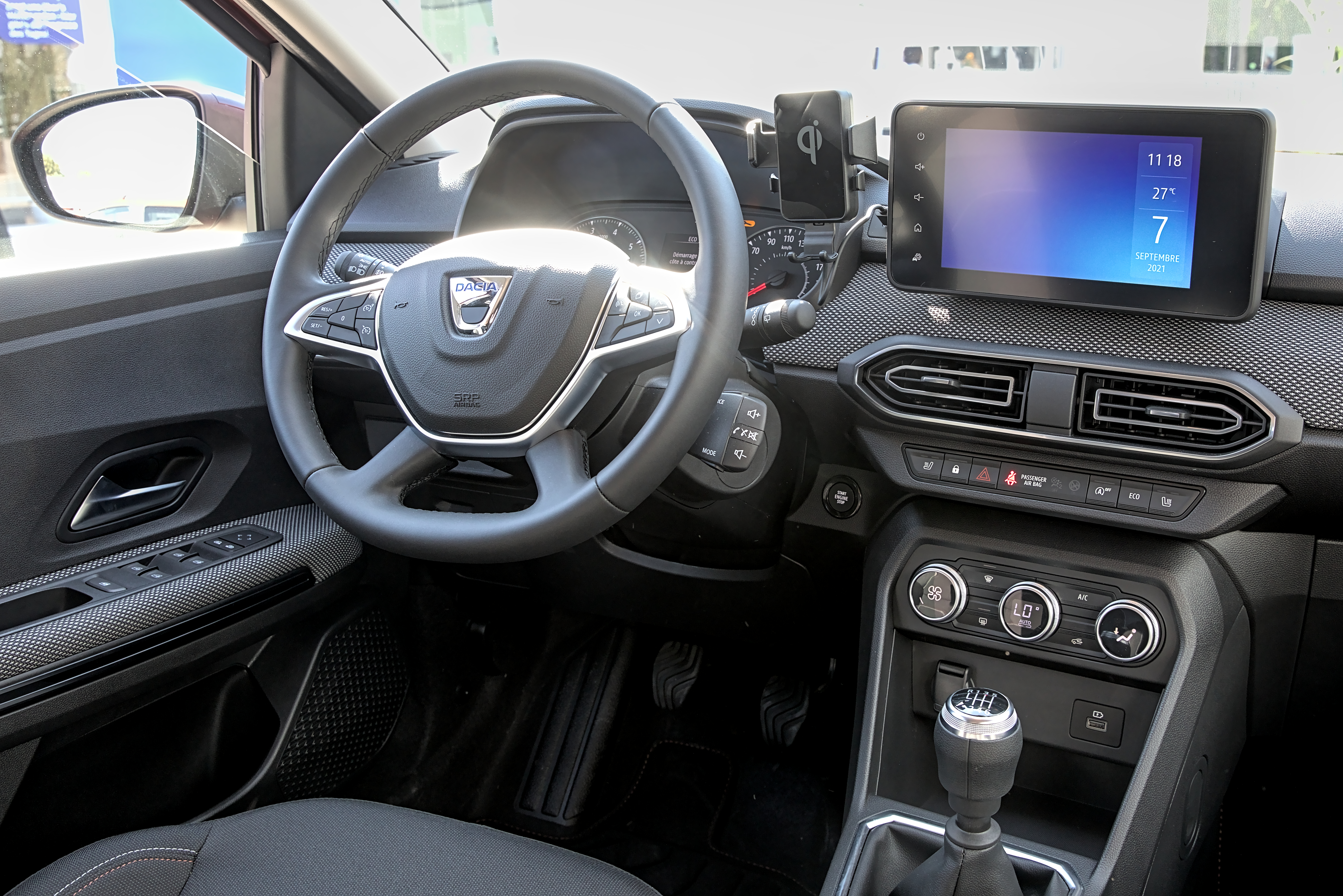
Интерьер

### Рестайлинг
В июне 2022 года, менее чем через год после коммерческого релиза, Jogger прошёл небольшой рестайлинг. Изменения коснулись логотипа Dacia и радиаторной решётки. Уровни отделки салона были пересмотрены. Также появился новый цвет — Lichen Kaki.
Jogger также имеет гибридную силовую установку Hybrid 140, которая состоит из 1,6-литрового двигателя TCe 140 12V в паре с электродвигателем. Jogger Hybrid 140 имеет четырёхступенчатую автоматическую трансмиссию.
Jogger Hybrid 140 был представлен в 2022 году на Парижском автосалоне, затем в январе 2023 года началось серийное производство, а в марте того же года начались первые поставки.

В марте 2023 года для Dacia Jogger был представлен опциональный пакет для сна, который превращает автомобиль в кемпер. Заводской комплект был анонсирован на Брюссельском автосалоне вместе с дебютом флагманской комплектации Extreme для Spring, Sandero Stepway, Jogger и Duster.

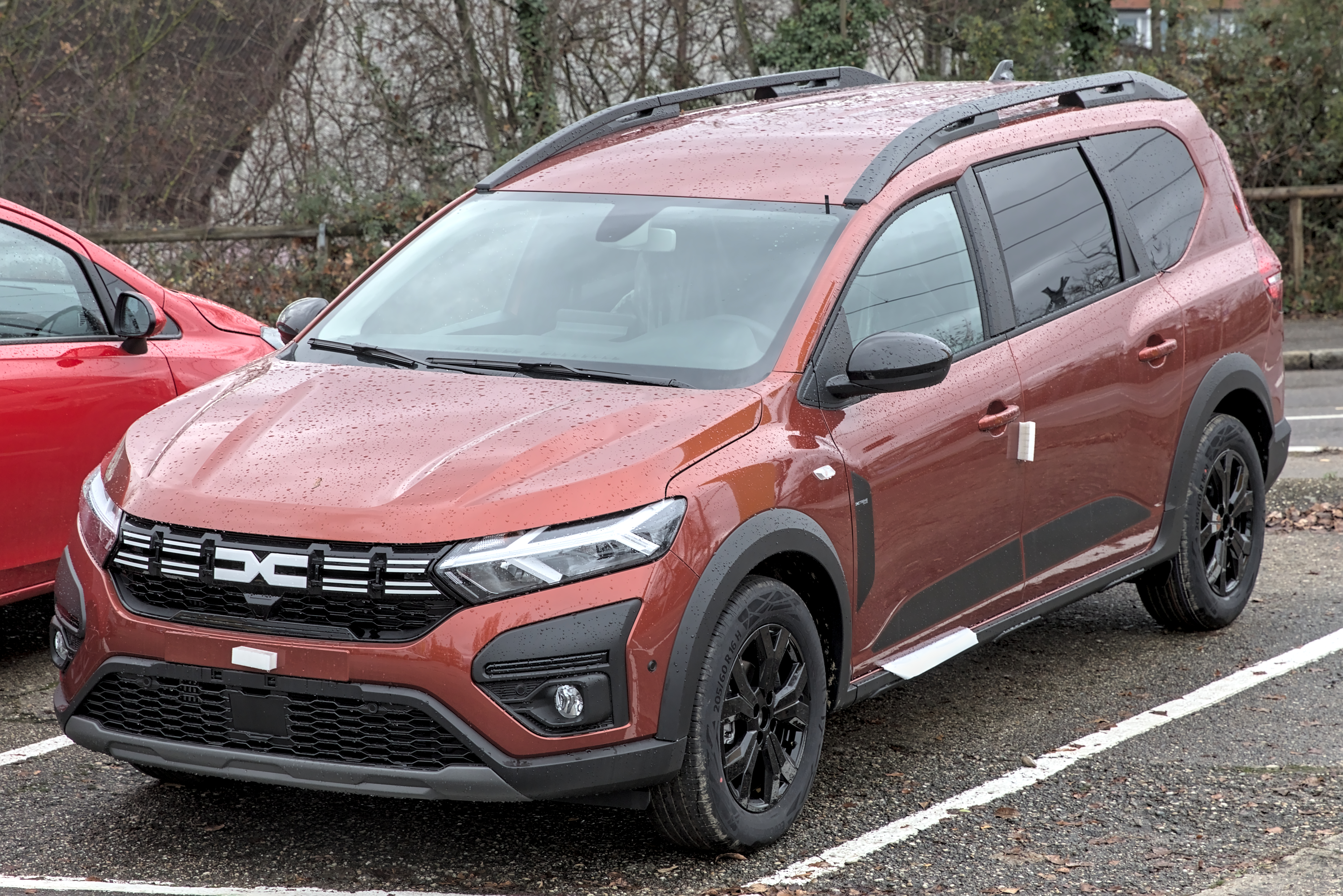
Вид спереди
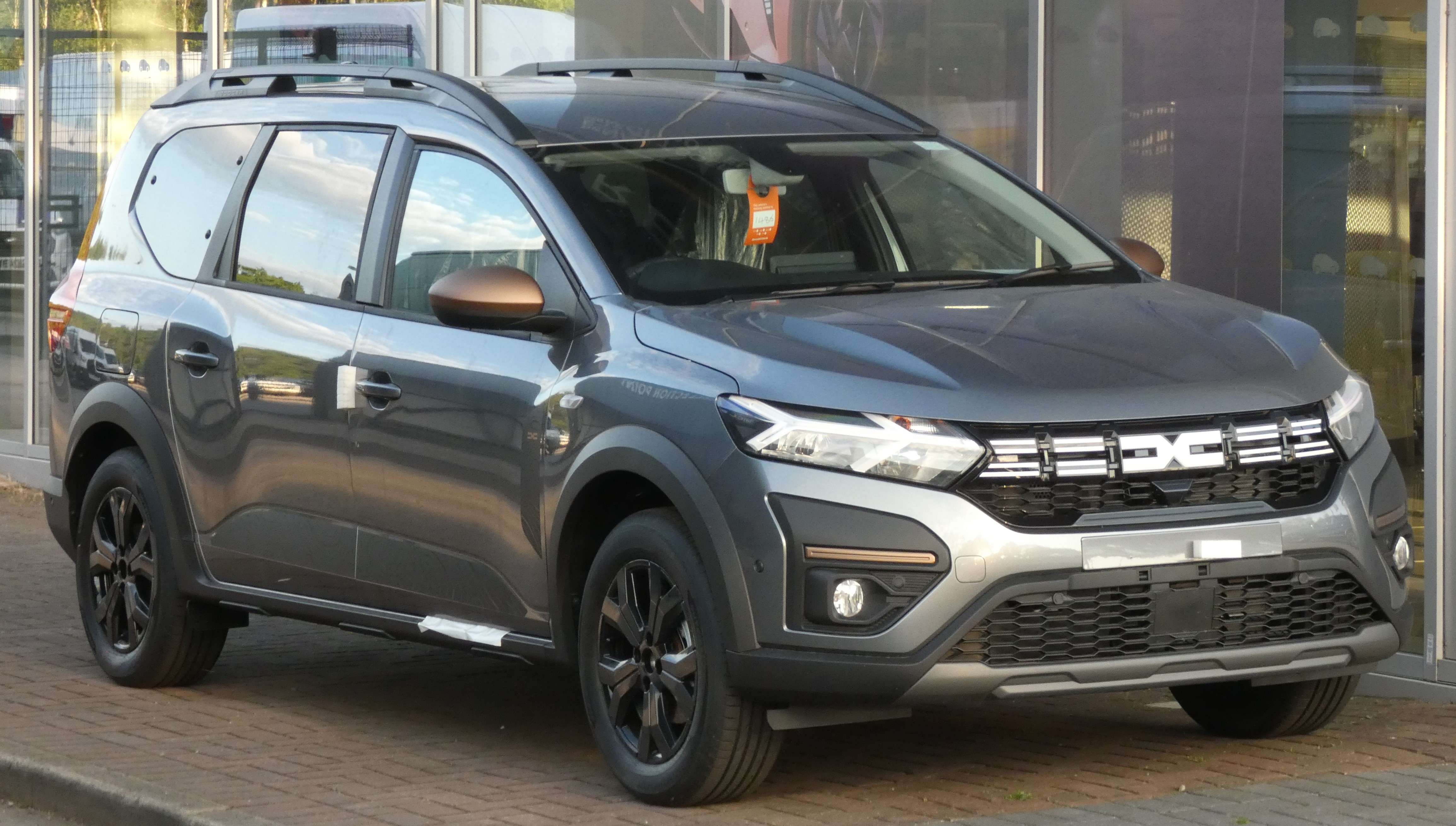
2024 Jogger Extreme Hybrid
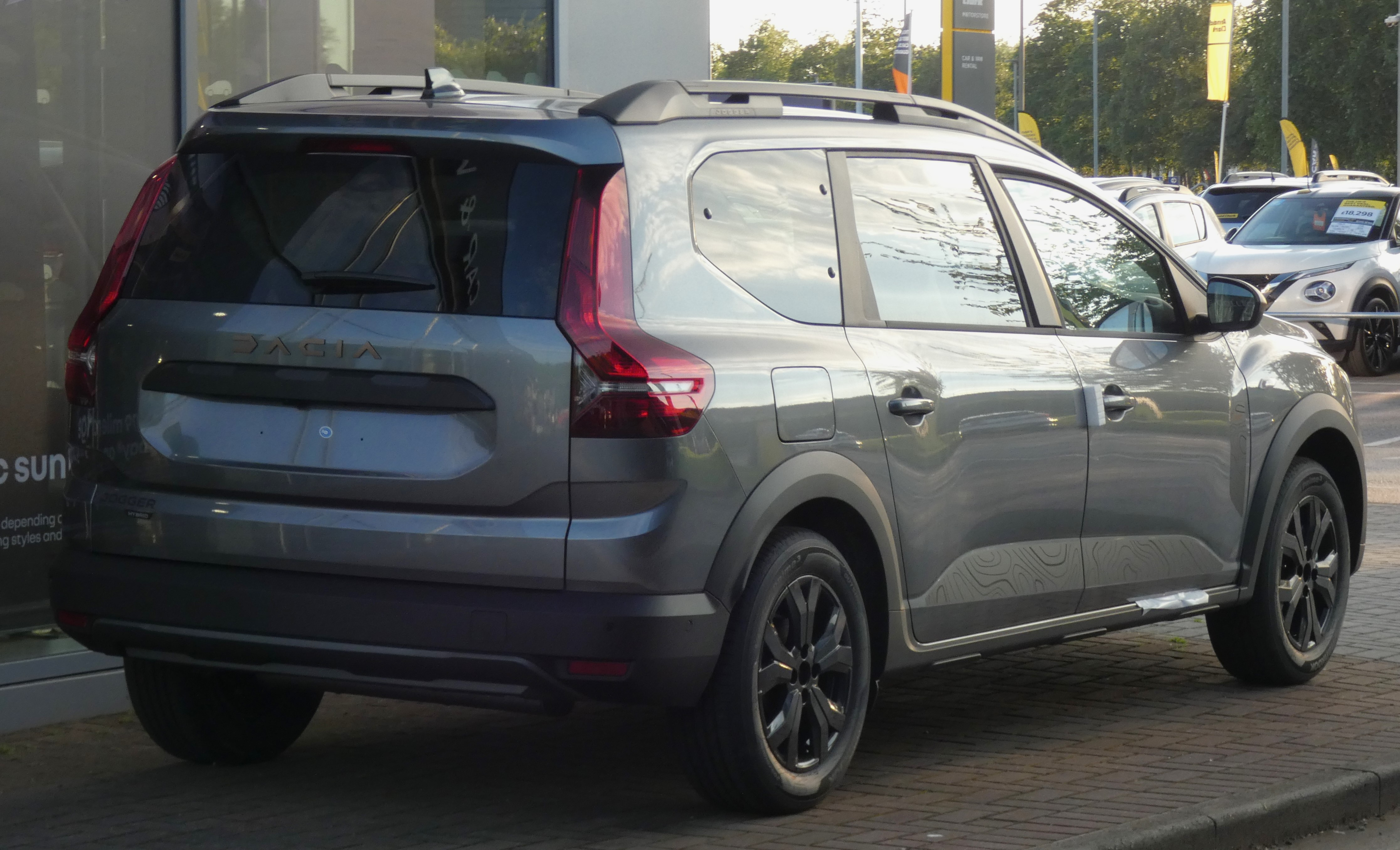
Вид сзади

## Безопасность

### Euro NCAP
В 2021 году Jogger в стандартной конфигурации для европейского рынка получил 1 звезду от Euro NCAP. Результаты были заимствованы у Sandero Stepway.